# Кальдерони, Рита
Рита Кальдерони (итал. Rita Calderoni; род. 22 февраля 1951, Россильйоне, Лигурия) — итальянская актриса.

## Биография
С раннего возраста, желая стать танцовщицей, Рита посещала курсы хореографии в Генуе, пока, ободрённая своим высоким ростом, не решила заняться своим любимым видом спорта, баскетболом. В итоге, она вошла в первую баскетбольную команду Удине.
В 1967 году её обнаружил режиссёр Серджо Пасторе, дебютировавший в кино криминальным фильмом «Хладнокровное убийство». Это стало началом карьеры актрисы, длившейся около пятнадцати лет, в течение которых она появилась в 33 фильмах, в основном детективах и хоррорах. Ушла из кино в 1983 году.

## Фильмография
- Хладнокровное убийство Серджо Пасторе (1967)
- Тихое местечко за городом Элио Петри (1968)
- Монахиня Монцы, режиссёр Эрипрандо Висконти (1968)
- Комиссар Пепе, режиссёр Этторе Скола (1969)
- О, сладкие поцелуи и томные ласки, Мино Геррини (1969)
- Эта свобода иметь мокрые крылья, режиссёр Алессандро Сантини (1970)
- Градива, режиссёр Джорджо Альбертацци (1970)
- Истина со слов сатаны Ренато Польселли (1971)
- Игра для Эвелин, режиссёр Марчелло Аваллоне (1971)
- Правда и ложь Эрипрандо Висконти (1972)
- Горячка, Ренато Польселли (1972)
- Реинкарнация Изабель, режиссёр Ренато Полселли (1972)
- Когда женщин называли мадоннами, режиссёр Альдо Гримальди (1972)
- Номер один, режиссёр Джанни Буффарди (1974)
- "Воины с обнаженной грудью " Теренса Янга (1974)
- Год первый, Роберто Росселлини (1974)
- La via dei baboini, режиссёр Луиджи Маньи (1974)
- Чувственность — это… Момент жизни, режиссёр Данте Марраччини (1974)
- Il trafficone, режиссёр Бруно Корбуччи (1974)
- Nuda per Satana, Луиджи Батцелла (1974)
- Приходи, приди, любовь моя, режиссёр Витторио Каприоли (1975)
- Убийство на мосту, Максимилиан Шелл (1975)
- Последнее направление, режиссёр Амази Дамиани (1977)
- Fate la nanna куриные ножки, режиссёр Амази Дамиани (1977)
- Внезапно на третьем этаже, режиссёр Амази Дамиани (1977)
- Центральный Турин порока, режиссёры Бруно Вани и Ренато Полселли (1979)
- Моя жена — ведьма, режиссёры Кастеллано и Пиполо (1980)
- История Пьеры, режиссёр Марко Феррери (1983)